# 유연어
유연어(Rouran중국어: 柔然語) 혹은 연연어(Ruanruan, 중국어: 蠕蠕語)는 몽골과 중국 북부에서 사용되었던 사어(死語)로, 4~6세기 유연(柔然) 왕국에서 사용되었던 언어였지만 어느 어계인지 명확하지 않지만 몽골어의 초기 형태로 추정된다.
1935년, 언어학자 피터 부드버그(Peter A. Boodberg)는 중국 문헌 내의 유연 이름을 분석하여 유연어가 몽골어임을 주장했다. 앳우드(Atwood)의 2013년 연구에서는 유연인들이 소그드어(Sogdian) 단어로 '아들(son)'을 뜻하는 'pūr'를 자신들의 언어로 *k’obun으로 번역차용(calque)하였고, 이것이 중국에서 '거분(去汾)'으로 음차되었으며(중고한어 *kʰɨʌH-bɨun), 그것이 중세몽골어(Middle Mongol)의 '아들'을 뜻하는 단어 'kö'ün'이 되었다고 주장한다. 알렉산더 보빈(Alexander Vovin)은 고대 튀르크어(Old Turkic)는 미상의 비(非) 알타이어(non-Altaic language)로부터 몇 단어를 차용해 왔는데, 바로 그 미상의 언어가 유연어일 것이라고 주장하면서, 만약 그렇다면, 유연어는 이웃 언어인 몽골어와 관련 없는 비 알타이어이며, 고립어(language isolate)일 가능성이 있지만, 증거는 희박하다고 하였다. 2019년, 부구트 비문(Bugut inscription)과 후이스 톨고이 비문(Inscription of Hüis Tolgoi)을 분석하여 새로운 증거를 발견한 후, 보빈은 자신의 주장을 바꿔 유연어는 몽골어 계통이며, 중세몽골어와 가깝지만 완전히 일치하진 않는다고 주장했다. 파멜라 카일 크로슬리(Pamela Kyle Crossley)는 2019년 연구에서 유연어 자체는 미궁이지만, 학계를 주도하는 언어학자들은 이를 고립어로 본다고 주장했다.

## 음운론
유연어의 특징은 다음과 같다.
- 이중모음(mid vowel)이 없음
- 단어 초두에 'l'이 올 수 있음
- 단어 말미에 복자음(consonantal cluster) '-nd'가 올 수 있음, 이는 알타이어에서 흔치 않음

## 어형론
유연어는 여성형 접미사 '-tu-'가 있다.

## 어휘
유연어 단어는 다음과 같다.
- küskü – 쥐(rat)
- ud – 황소(ox)
- luu – 용(dragon) < 중고한어(Middle Chinese) luŋ – '용'
- yund – 말(horse) < 고대 튀르크어 𐰖𐰆𐰣𐱃(yunt) - '말'[7]
- laγzïn – 돼지(pig)
- qaγan – 카간(qagan), 가한(可汗), 황제(emperor)
- qan – 칸(khan)
- qaγatun – 카가툰(qagatun), 황후(empress)
- qatun – 카툰/하툰(khatun) 즉 칸의 아내(khan's wife)
- aq – 똥(dung)
- and – 맹세(oath) < 고대 튀르크어 𐰦(ant) '맹세'
- beg – 노인장(elder)
- bitig – 비문(inscription)
- bod – 사람들(people)
- drö – 법(law)
- küǰü – 강함(strength) < 고대 튀르크어 𐰚𐰇𐰲(küč) '강함, 힘'
- ordu – 군영(camp)
- tal- – 약탈하다(to plunder)
- törö – 태어나다(to be born)
- türǖg – 투르크인(Turk)

## 같이 보기
- 부구트 비문
- 선비몽골어족
- 선비오환어파
- 선비어
- 후이스 톨고이 비문